# Thomas Robert Bugeaud
Pour les articles homonymes, voir Bugeaud.
 (juin 2017).
Si vous disposez d'ouvrages ou d'articles de référence ou si vous connaissez des sites web de qualité traitant du thème abordé ici, merci de compléter l'article en donnant les références utiles à sa vérifiabilité et en les liant à la section « Notes et références ».
Thomas Robert Bugeaud, marquis de La Piconnerie, duc d'Isly, est un militaire français, maréchal de France, né à Limoges le 15 octobre 1784 et mort à Paris le 10 juin 1849.
Gouverneur général de l'Algérie pendant la période coloniale, il joue un rôle décisif dans la colonisation et la répression des mouvements de résistance algérienne. Il a été maire de Lanouaille et député de la Dordogne puis de la Charente-Inférieure.
De nombreux hommages lui ont été rendus pendant longtemps. Aujourd'hui, il est surtout présenté comme un symbole du colonialisme français et l'auteur de massacres en Algérie. À ce titre, il est régulièrement dénoncé, notamment par des associations antiracistes, dans le cadre de la décolonisation de l'espace public.

## Biographie

### Origine
Thomas Robert Bugeaud naît le 15 octobre 1784 à Limoges, paroisse Saint-Pierre-du-Queyroix, de messire Jean-Ambroise Bugeaud, chevalier, seigneur de La Piconnerie, issu d'une famille de la noblesse du Périgord vert, et de dame Françoise de Sutton de Clonard, d'une illustre famille originaire d'Irlande.

### Guerres napoléoniennes
Bugeaud s'engage à l'âge de 20 ans dans l'armée, en 1804, comme vélite dans les grenadiers à pied de la Garde impériale. Il est promu caporal à Austerlitz. Il sert ensuite comme sous-lieutenant puis lieutenant au 64e de ligne dans la campagne de Prusse et de Pologne (1806-1807). Il est blessé à la bataille de Pułtusk le 26 décembre 1806. Lors de cette bataille, un camarade l'aide à se rendre vers les ambulances, mais celui-ci est tué ; finalement un second soldat l'aide à se rendre à l'hôpital de campagne.
Il combat ensuite en Espagne où il sert dans le corps d'armée de Suchet, puis dans la division Lamarque. Il est présent le 20 février 1809 à la capitulation du deuxième siège de Saragosse. Il est capitaine au 116e de ligne le 2 mars 1809, chef de bataillon en 1811. Il lutte contre les guérilleros et se comporte avec éclat aux sièges de Lérida (1810), de Tortose (1810-1811) et de Tarragone (1811). Il est promu au grade de lieutenant-colonel après le combat du col d'Ordal en Catalogne (14 septembre 1813) où, avec un seul bataillon, il met en déroute un régiment anglais. Il est promu colonel au 14e régiment d'infanterie de ligne à son retour en France.
Pendant la Restauration, le colonel Bugeaud célèbre les Bourbons dans quelques pièces en vers. Il n'en retourne pas moins auprès de l'empereur pendant les Cent-Jours.

### Seconde Restauration
Il rejoint, lors des Cent-Jours, le parti de Napoléon Ier, qui l'envoie dans l'armée des Alpes à la tête du 14e de ligne. Toujours sous les ordres de Suchet, il remporte le 28 juin 1815 la bataille de l'Hôpital, dans la plaine d'Albertville, sur les Autrichiens. Le 27 juin 1815, il est à Moûtiers, sur la Haute-Isère, lorsqu'il apprend le désastre de Waterloo et l'arrivée de 10 000 Autrichiens. Il ne dispose quant à lui que de 1 700 hommes.
Licencié de l'armée à la Seconde Restauration, il se retire dans sa propriété de la Durantie à Lanouaille en Dordogne et s'occupe d'améliorer l'exploitation de ses terres dans les propriétés de son père, marquis de Faverolle et seigneur de La Piconnerie. Il étudie également les belles-lettres. En 1825, il est élu maire de Lanouaille, fonction qu'il occupera jusqu'en 1830.
Au moment de l'invasion de l'Espagne par le duc d'Angoulême, le gouvernement refuse sa demande de réintégration dans l'armée. Adhérant à l'opposition libérale, il est en vain son candidat à une élection en Dordogne en 1829.

### Monarchie de Juillet
Dès lors, il entre dans l'opposition et y reste jusqu'en juillet 1831, où on l'envoie à la Chambre, élu député de la circonscription d’Excideuil en juillet 1831 et bientôt nommé maréchal de camp par Louis-Philippe. À la Chambre, il se fait rapidement une réputation particulière par ses excentricités et ses provocations envers les membres de l'opposition.
Le nouveau général devient l'ami du pouvoir. Attaché à une politique conservatrice, il est un défenseur intransigeant du protectionnisme douanier. Nommé gouverneur de la citadelle de Blaye, il a la duchesse de Berry sous sa garde et se charge d'accompagner sa prisonnière jusqu'à Palerme. Durant les débats de la Chambre des députés du 16 janvier 1834, Denis Larabit, un ami d'Alfred de Vigny, se plaint de l'autoritarisme du ministère Soult et de la manière dont Bugeaud s'acquitte de la garde de la duchesse. De nombreux royalistes considèrent en effet qu'il ne respecte pas celle-ci, perdant ainsi tout honneur, ce qui lui vaut le surnom d'« ex-geôlier de Blaye ». Bugeaud l'aurait alors interrompu par ces mots : « L'obéissance est le premier devoir du soldat. » Un autre député, François-Charles Dulong, fils naturel de Dupont de l'Eure, aurait alors demandé, caustique : « Même si on lui demande de devenir geôlier ? ». C'est cet incident qui aurait provoqué, le 27 janvier 1834, le duel entre Bugeaud et Dulong, qui y meurt d'une balle dans la tête.

### «L'homme de la rue Transnonain»

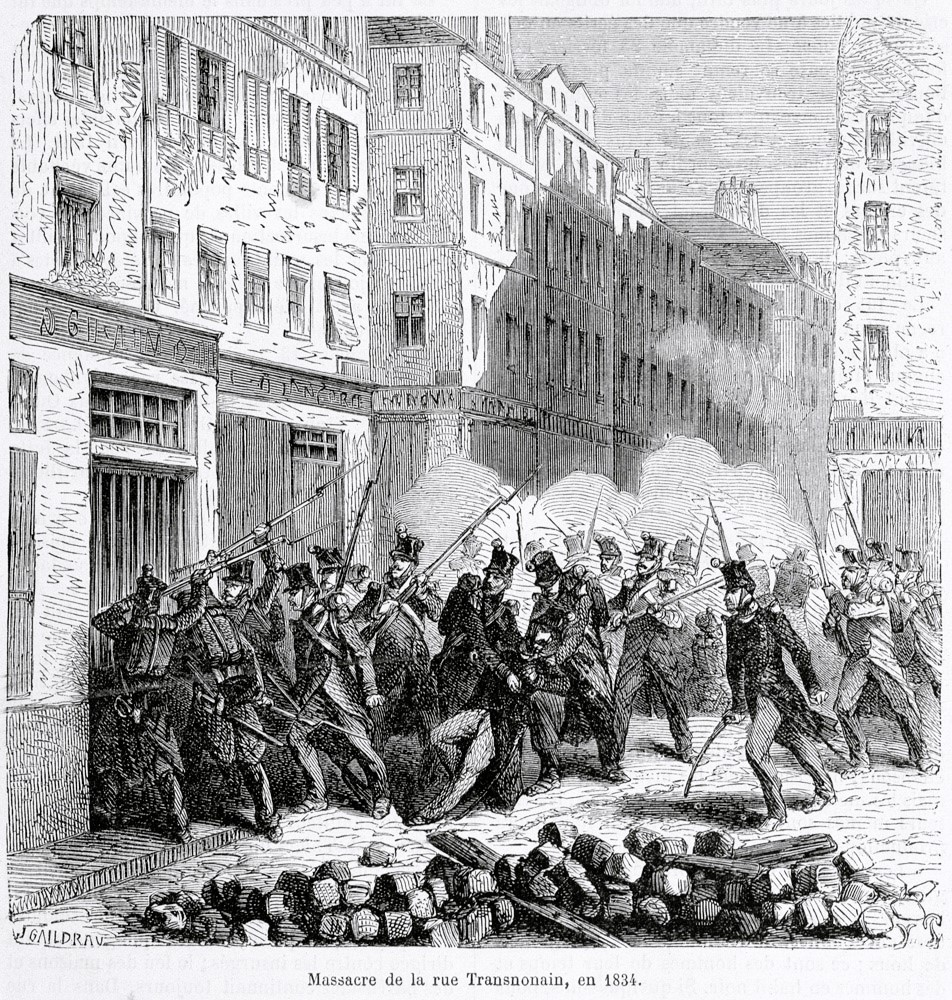
Massacre de la rue Transnonain, le 14 avril 1834.

Au cours de l'insurrection parisienne des 13 et 14 avril 1834, le général Bugeaud reçoit d'Adolphe Thiers, ministre de l'intérieur, l'ordre de réprimer durement le mouvement : « Il faut tout tuer. Amis, pas de quartier, soyez impitoyables. » Les 40 000 hommes des troupes destinées à écraser cette insurrection sont divisés en trois brigades, dont l'une commandée par Bugeaud. Lors de l'attaque d'une barricade par l'armée, rue Transnonain (aujourd'hui rue Beaubourg), un officier est, selon la thèse officielle, blessé d'un coup de feu parti d'une maison voisine. Les soldats du 35e de ligne, sous les ordres du général Lascours, pénètrent dans la maison, tuent douze habitants et en blessent de nombreux autres (hommes, femmes, vieillards, enfants). Bien que l'endroit ne soit pas dans la circonscription assignée à la brigade de Bugeaud et que lui-même n'y ait nullement participé, la haine du peuple lie son nom à ce massacre et, malgré les déclarations contraires, persistera à le stigmatiser comme « l'homme de la rue Transnonain ».
Il se consacre ensuite principalement aux affaires agricoles et propose, en 1840, une loi visant à créer des chambres d'agriculture, qui n'est pas adoptée. Il est réélu député de la circonscription d’Excideuil aux élections de 1834, 1837, 1839, 1841, 1842 et 1846.

### Intervention en Algérie

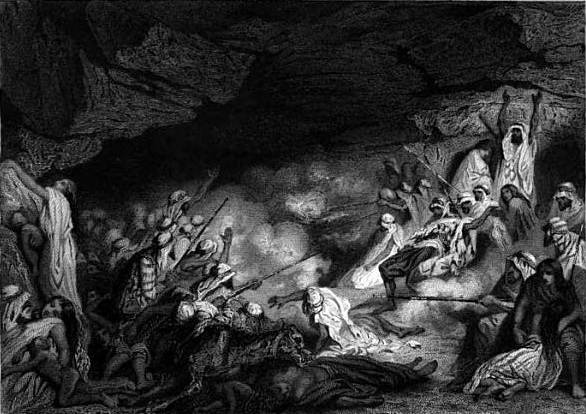
L'enfumade de la grotte du Dahra, selon la technique préconisée par Bugeaud. Eau-forte de Tony Johannot, 1845.

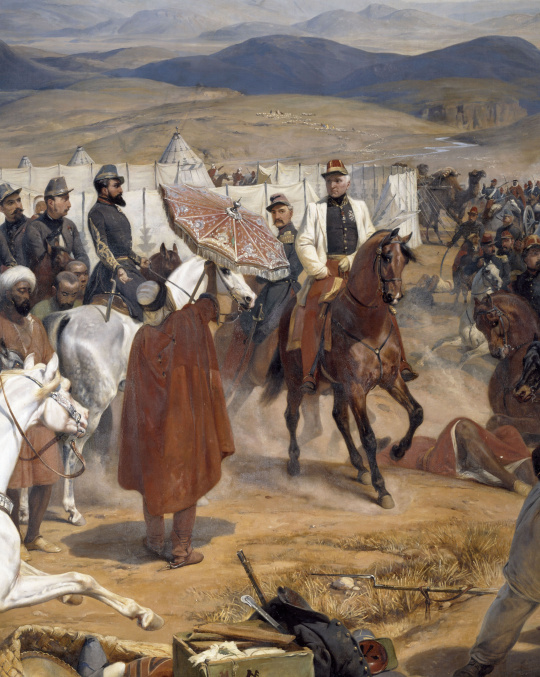
Bugeaud et le colonel Vantini, peinture de propagande coloniale réalisée par Horace Vernet.

Bientôt, le général Bugeaud est envoyé en Algérie le 6 juin 1836 avec ordre d'écraser la révolte d'Abdelkader. Il remporte un premier succès à la Sikkak le 6 juillet 1836. À l'époque du ministère Molé, il est lieutenant général. La résistance des Algériens remet en cause tous ses projets et le contraint à signer le traité de la Tafna avec l'émir Abdelkader le 30 mai 1837. Par ce traité, Abdelkader reconnaît aux Français la possession d'enclaves stratégiquement très importantes que sont Alger et Oran.
Rentré en France, Bugeaud déconseille, par son rapport, la conquête de l'Algérie et déplore une « possession onéreuse dont la nation serait bien aise d'être débarrassée ». Il préconise le maintien des territoires conquis sous statut militaire, pour éviter toute colonisation de peuplement. Ce statut perdurera jusqu'en 1870.
Bugeaud, lieutenant-général depuis le 25 août 1836 et grand officier de la Légion d'honneur, est cependant nommé gouverneur général de l'Algérie par le ministre Thiers en 1840. Il embarque à Toulon pour Alger sur le Phaéton, le 19 février 1841, en compagnie de son aide de camp Eynard, chef d'escadron, et de Louis de Rochemore, son officier d'ordonnance. Le jour même de son arrivée à Alger, le 22 février 1841, Bugeaud adresse une proclamation aux habitants européens de l'Algérie et une autre à l'armée. Aux Européens, il expose qu'il a été l'adversaire de la conquête absolue en raison des moyens humains et financiers qu'elle exige, mais qu'il s'y consacrerait désormais tout entier. À l'armée, il dit que son but n'est pas de faire fuir les Arabes, mais de les soumettre.
Bugeaud finit par disposer de plus de 100 000 hommes. Entouré des généraux, Lamoricière, Changarnier, Bedeau et Cavaignac, Bugeaud emploie de nouvelles méthodes de guerre inspirées de son expérience dans la lutte contre les partisans pendant la guerre d'Espagne. Il allège l'équipement des soldats, remplace les voitures par des bêtes de somme, met l'artillerie à dos de mulet. Les troupes sont divisées en colonnes mobiles ; elles pourchassent les combattants arabes par une incessante offensive et, pour les affamer, font le vide devant eux, incendiant les villages, raflant les troupeaux. C'est la politique de la terre brûlée et des grottes enfumées :

« Le but n'est pas de courir après les Arabes, ce qui est fort inutile ; il est d'empêcher les Arabes de semer, de récolter, de pâturer, […] de jouir de leurs champs […]. Allez tous les ans leur brûler leurs récoltes […], ou bien exterminez-les jusqu'au dernier. »

« Si ces gredins se retirent dans leurs cavernes, imitez Cavaignac aux Sbéhas ! Fumez-les à outrance comme des renards. »

La « pacification » en Algérie connaîtra ses épisodes les plus sanglants par ce qui sera appelé par les historiens « les enfumades » qui ciblent aussi la population civile. À Paris, on s'indigne lorsqu'on apprend les « enfumades » des grottes du Dahra. Le prince de la Moskowa, fils du maréchal Ney, fait une interpellation à la Chambre des pairs. Le général Bugeaud, interpellé, en assume la responsabilité et lui répond : 

« Et moi, je considère que le respect des règles humanitaires fera que la guerre en Afrique risque de se prolonger indéfiniment. »

Sur le terrain également, les méthodes de « contre-guérilla » préconisées par Bugeaud sont contestées par certains de ses subordonnés, en particulier Eugène Dubern.
Fait Grand-croix de la Légion d'honneur le 9 avril 1843 puis maréchal de France en juillet 1843, il obtient la permission d'attaquer le Maroc, qui aidait l'émir Abdelkader qui continue sa résistance. Le 14 août 1844, les troupes marocaines sont surprises par Bugeaud sur l'oued Isly, non loin de la frontière. La victoire des Français oblige le sultan du Maroc à changer de politique vis-à-vis de la résistance algérienne et à collaborer avec la France. Cette victoire lui vaut le titre de duc d'Isly. Il traque ensuite Abdelkader, qui doit se rendre en 1847.
La préoccupation constante de Bugeaud est d'associer l'armée à la colonisation.

« L'armée est tout en Afrique », disait-il ; « elle seule a détruit, elle seule peut édifier. Elle seule a conquis le sol, elle seule le fécondera par la culture et pourra par les grands travaux publics le préparer à recevoir une nombreuse population civile. »

L'occupation se double d'un effort de colonisation agricole avec la création des bureaux arabes. Il restera toute sa vie fidèle à sa devise Ense et Aratro, « par l'épée et par la charrue ». En raison du différend entre Guizot et lui, né de l'expédition en Kabylie et de leurs conceptions divergentes de la colonisation, il est remplacé, en septembre 1847, par le duc d'Aumale, ce qui lui « permettrait », selon l'expression de Guizot, « de venir jouir de sa gloire en France ».
Le rosiériste Flon lui dédie une rose en 1843 sous le nom de « Maréchal Bugeaud ». Son rôle en Algérie lui vaudra de figurer dans la célèbre chanson militaire de l'armée d'Afrique intitulée La Casquette du père Bugeaud.
Il a eu pour aide-de-camp le capitaine Louis Jules Trochu qui, devenu général, assurera le commandement de la Défense de Paris lors du siège de 1870-71.

### Révolution de 1848

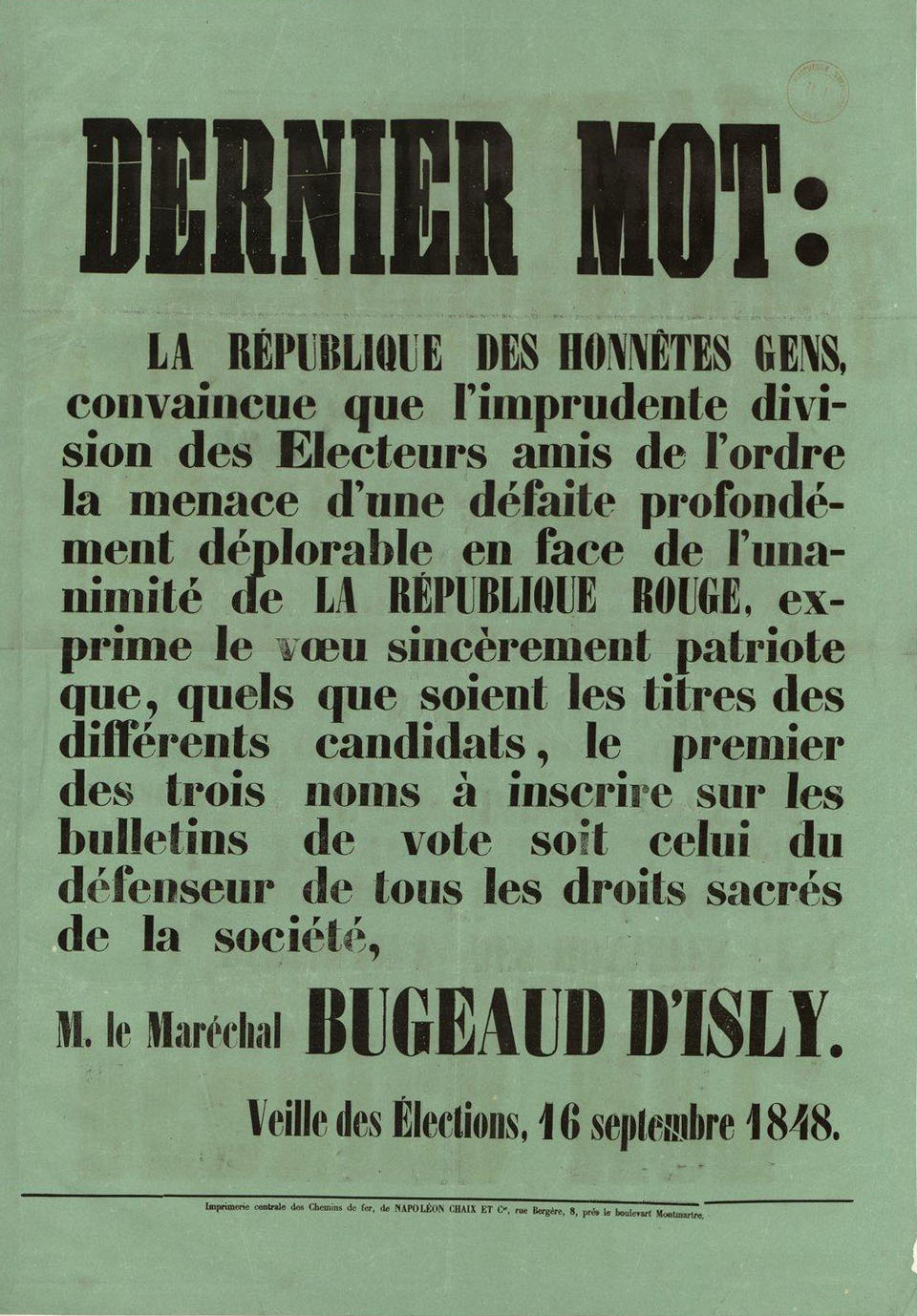
Affiche pour l'élection de 1848.

Au moment de la révolution de février 1848, il reçoit le commandement de l'armée. Le 23 février à midi, suivi des généraux Rulhières, Bedeau, La Moricière, de Salles, Saint-Arnaud et d'autres, il va au quartier général des Tuileries pour être officiellement investi du haut-commandement par le duc de Nemours. Il rappelle aux officiers présents que celui qui va les diriger contre les révolutionnaires parisiens n'a « jamais été battu, que ce soit sur le champ de bataille ou dans les insurrections », et que, cette fois encore, il promet d'en finir rapidement avec « cette canaille rebelle ». Le marquis de Boissy rapporte à Victor Hugo les paroles de Bugeaud, qu’il note dans ses carnets : « Eussé-je devant moi cinquante mille femmes et enfants, je mitraillerais ».
Pendant ce temps, les nouvelles de sa nomination contribuent largement à donner aux affaires un tour décisif. La Garde nationale, encore plus irritée par sa nomination au haut-commandement, crie : « À bas Bugeaud ! », « À bas l'homme de la rue Transnonain ! » et refuse absolument d'obéir à ses ordres. Effrayé par cette manifestation, Louis-Philippe retire ses ordres et passe la journée du 23 en vaines négociations. Le 24 février, seul du Conseil, Bugeaud pousse encore à la guerre jusqu'au bout ; mais le roi considère déjà que sacrifier le maréchal serait un moyen de faire la paix avec la Garde nationale. Le haut-commandement est donc placé en d'autres mains, et Bugeaud démissionne. Deux jours après, mais en vain, il offre son épée au service du gouvernement provisoire.

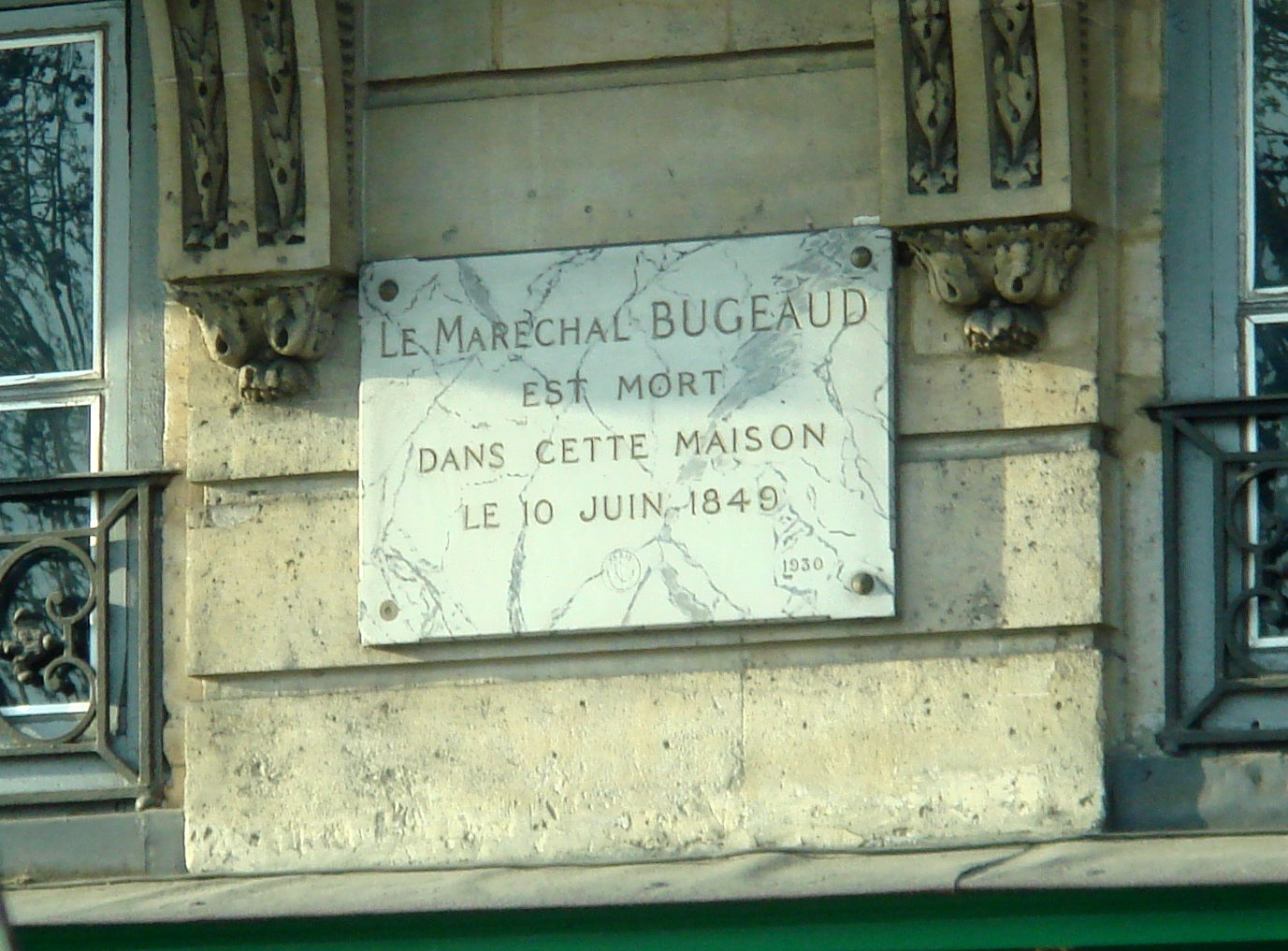
Plaque au 1 quai Voltaire (7e arrondissement de Paris) inaugurée le 13 juillet 1930.

Il est porté à la Constituante par une élection partielle à l'automne de 1848. Les conservateurs songent à lui pour une candidature à la présidence de la République, mais il se désiste en faveur de Louis-Napoléon Bonaparte. Celui-ci, élu président, le nomme commandant en chef de l'armée des Alpes. Élu le 13 mai 1849 par la Charente-Inférieure à la Législative, Bugeaud meurt du choléra le 10 juin 1849 dans l'hôtel particulier du 1 quai Voltaire à Paris (où une plaque est apposée en sa mémoire). Le corps du maréchal Bugeaud est déposé dans une chapelle sépulcrale de l'hôtel des Invalides ; il est placé au-dessus du cercueil de l'amiral Duperré, tout près de celui du général Duvivier.
Les papiers personnels du maréchal Bugeaud sont conservés aux Archives nationales sous la cote 225AP.

## Publications et médaille
Le maréchal Bugeaud a laissé quelques écrits sur l'Algérie, sur l'art militaire (De la Guerre des rues et des maisons, 1849, peut-être l'un des premiers traités de guérilla urbaine), contre le socialisme et une relation de la bataille d'Isly (dans la Revue des Deux Mondes).
Un exemplaire de la médaille posthume gravée à son effigie par Louis Merley est conservé à Paris au musée Carnavalet.

## Armoiries
| Figure | Blasonnement |
|        | Armes du duc d'Isly : Parti : au 1, d'azur, au chevron d'or, acc. en pointe d'une étoile du même, au chef de gueules, ch. de trois étoiles également d'or (Bugeaud de La Piconnerie) ; au 2, coupé : a. d'or à l'épée de sable, en pal; b. de sable au soc de charrue d'or, posé en bande. |

## Postérité et controverses

### Symbole de crimes de guerre colonialistes

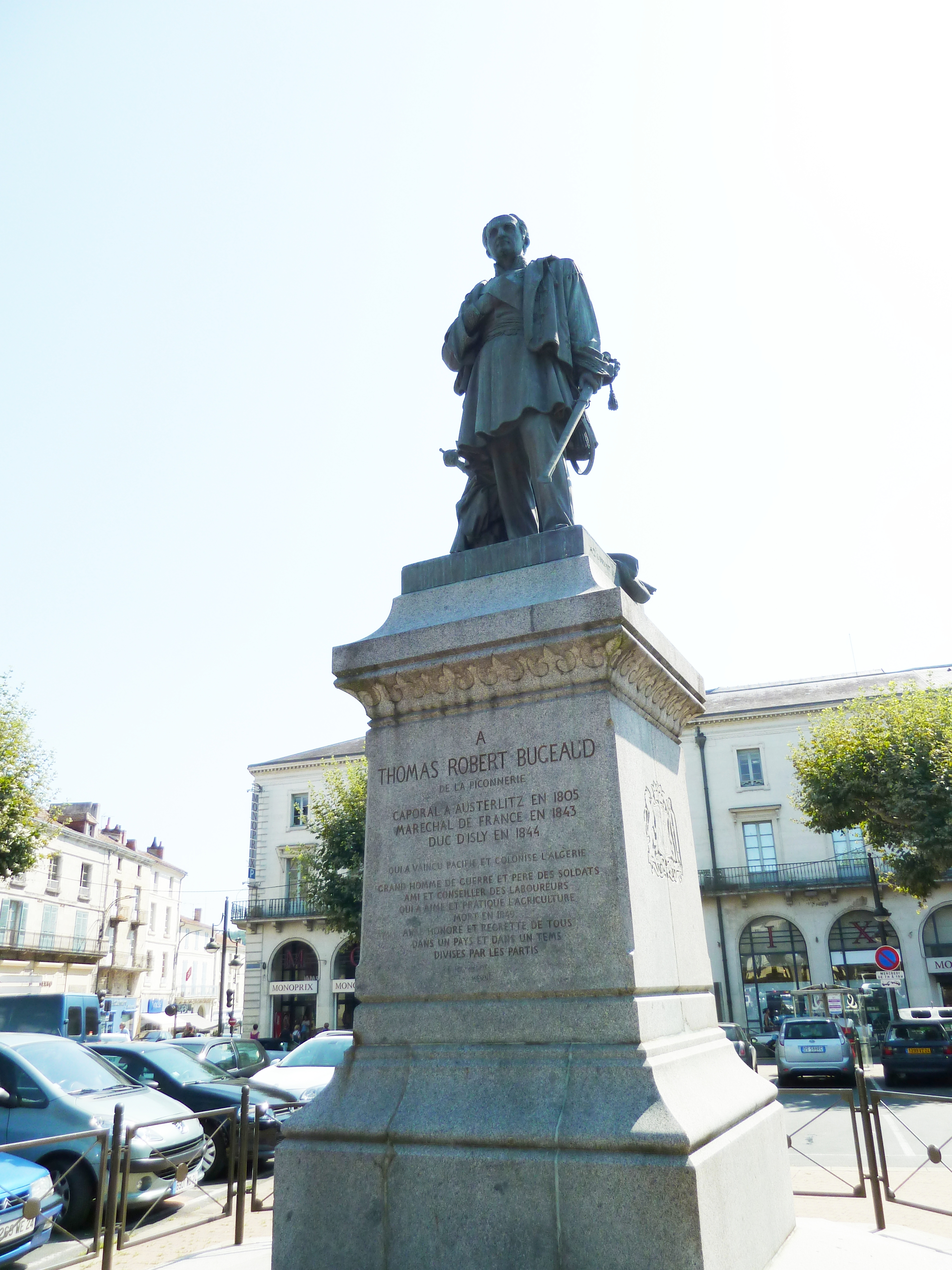
Statue monumentale de Bugeaud à Périgueux, où en septembre 2023 est apposé un panneau pédagogique sur les crimes du maréchal (enfumades).

La figure du maréchal Bugeaud a été très tôt contestée par les historiens français du fait de la xénophobie, du suprémacisme et du racisme qui ont joué un rôle dans les différents crimes de guerre commis en Algérie,,,, la brutalité du personnage lors de la conquête de l'Algérie s'étant de plus exprimée par ses prises de positions publiques en faveur de méthodes contestées et symboliques des crimes de guerre comme les enfumades d'Algérie.
Dès 1986, un collectif de riverains a tenté d'obtenir du maire de Brest que la rue Bugeaud prenne le nom du général Bollardière, réticent à la torture de masse durant la guerre d’Algérie. D'autres ont suivi, se référant parfois au livre de l'historien Pierre Vidal-Naquet, Les Assassins de la mémoire, tandis que des polémiques lancées au sujet de Bugeaud par Éric Zemmour ont été surveillées à partir de 2019 par le Conseil supérieur de l’audiovisuel (CSA).

### Lieux et objets de mémoire contestés

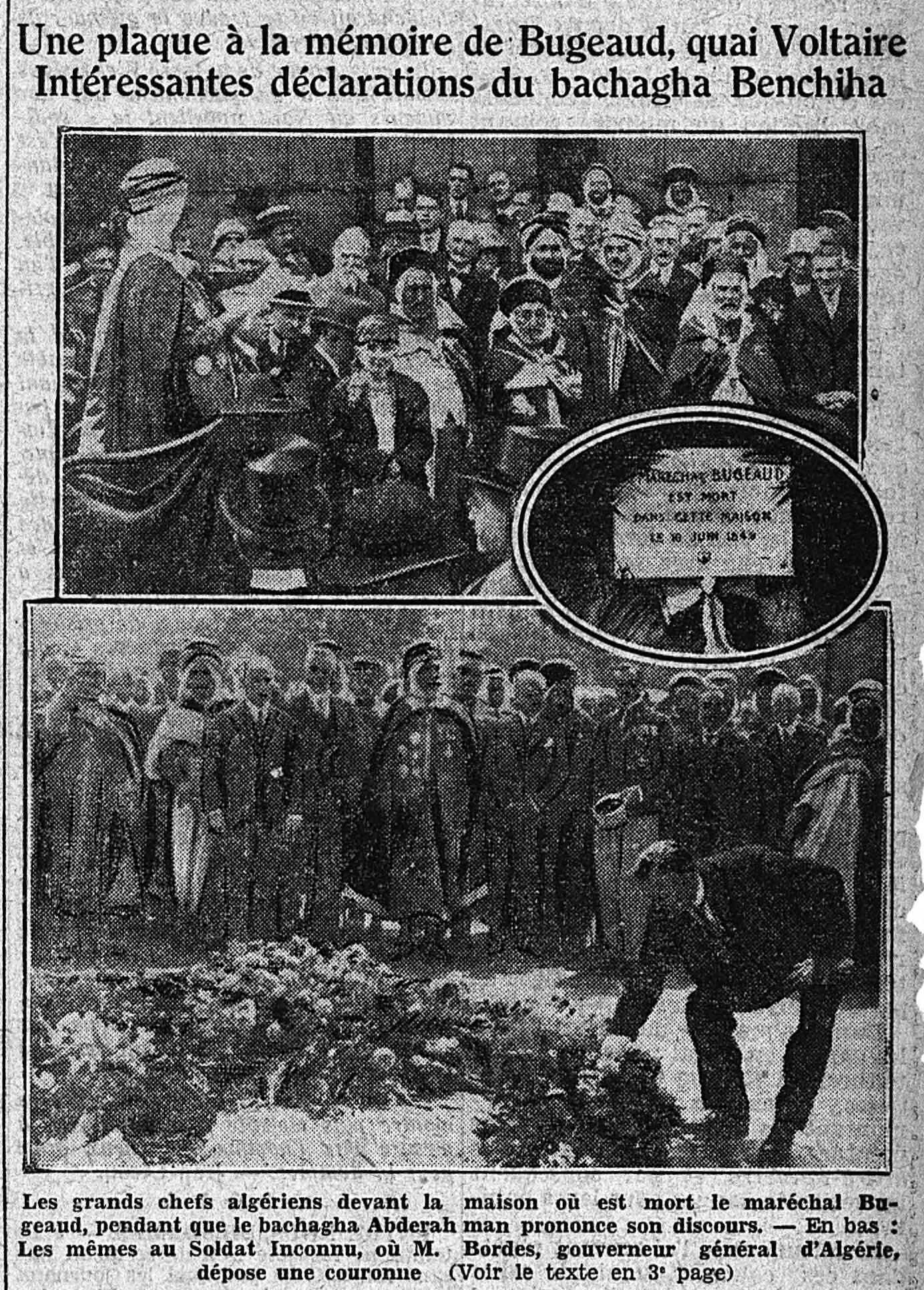
Inauguration à Paris d'une plaque à la mémoire de Bugeaud le 13 juillet 1930, centenaire de la conquête d'Alger, sur l'immeuble où il est mort.

Pendant la guerre d'Algérie, la promotion no 145 (1958-1960) de l'École spéciale militaire de Saint-Cyr a adopté le nom de « Maréchal-Bugeaud ». Lors de l'indépendance en 1962, le village à son nom de la province de Constantine est rebaptisé Seraïdi et sa statue d'Auguste Dumont, présente à Alger depuis août 1852, est rapatriée en France.
À Paris, l'avenue Bugeaud avait pris son nom par un décret du 23 mai 1863, sous le règne de Napoléon III. Elle a été renommée avenue Hubert-Germain par délibération du Conseil de Paris du 11 juillet 2024 sur demande de Laurence Patrice, adjointe communiste chargée de la mémoire et du monde combattant,,. Le 13 juillet 1930, jour de célébration du centenaire de la conquête de l'Algérie, Paris avait inauguré au no 1 quai Voltaire une plaque sur l'immeuble où est il mort, en présence du président du Sénat Paul Doumer et du cheikh el Arab Si Bouaziz ben Gana.
Au XXIe siècle, la rue du 6e arrondissement de Lyon qui porte son nom est régulièrement contestée. Un comité composé d'experts doit inventorier les rues, monuments, statues et plaques dans ce cas, et une association a proposé de lui donner le nom de Camille Blanc, assassiné en 1961 par l'OAS alors qu'il militait pour la paix en Algérie, maire d'Evian-les-Bains où furent signés les accords de paix. Bugeaud a aussi donné son nom à une rue et une école du 3e arrondissement de Marseille, à une rue à Brest, une rue à Nice, un cours à Limoges et à la place centrale de la ville de Périgueux (où a été inaugurée, le 5 septembre 1853, une statue monumentale réalisée par Auguste Dumont, en hommage à l'ancien député de la Dordogne).
Lors de sa séance du 21 mai 2021, le conseil municipal de Marseille a décidé de rebaptiser l'école Bugeaud du nom du caporal Ahmed Litim, tirailleur algérien tué lors des combats de libération de Marseille le 25 août 1944,. La plaque est dévoilée le 10 novembre 2022. Comme à Marseille, Paris et Lyon, le nom de Bugeaud est contesté à Périgueux où, dans la nuit du 6 au 7 juillet 2020, peu après le meurtre de George Floyd, les artistes Adnx & Klemere du collectif Admere installent une corde autour du cou de la statue de Bugeaud située au milieu de la place portant son nom afin de provoquer un débat sur sa présence. La corde est retirée le 10 juillet 2020, et la mairie choisit finalement de ne pas déboulonner la statue. Par contre, elle appose un panneau pédagogique le 5 septembre 2023, exactement 170 ans après son inauguration, présentant l'histoire de la place, la fabrication de la sculpture et expliquant que ce militaire « érigé en héros dans la France du XIXe siècle » est « un homme condamnable lié à l'histoire coloniale de la France », notamment pour les enfumades et les massacres de tribus entières en Algérie,,.

### Dans la culture populaire algérienne
En Algérie, invoqué sous le nom de Bijou, Bichou, ou Bouchou, le maréchal de France est devenu une forme de croque-mitaine. Une mère qui veut effrayer son enfant pour lui imposer silence lui dit : « Tais-toi, voici venir Bichou »,.

### Source et bibliographie
- « Thomas Robert Bugeaud », dans Charles Mullié, Biographie des célébrités militaires des armées de terre et de mer de 1789 à 1850, 1852 [détail de l’édition].
- Arthur Ponroy, Notice sur le maréchal Bugeaud, 1849.
- Joseph Saint-Martin, « Bugeaud à travers les caricatures », dans Bulletin de la Société historique et archéologique du Périgord, 1963, tome 90, 2e livraisons, p. 92-98 (lire en ligne).
- Jean-Pierre Bois, Bugeaud, Fayard, 1997.
- Brigitte et Gilles Delluc, « Quelques textes peu connus de Bugeaud », Bulletin de la Société historique et archéologique du Périgord, t. 107, no 4,‎ 1980, p. 309-312 (lire en ligne).
- Brigitte et Gilles Delluc, Bugeaud et l’Algérie, Bull. de la Soc. hist. et arch. du Périgord, CXXXIX, p. 227-258, 2012.
- Daniel Lefeuvre, Pour en finir avec la repentance coloniale, Flammarion, 2006.
- Olivier Le Cour Grandmaison, Coloniser Exterminer, Fayard, 2005.
- Jean-Pierre Bois, « Bugeaud, le conquérant », La Nouvelle Revue d'histoire, no 4H, printemps-été 2012, p. 59-61.